# Селена (филм)
Селена (енгл. Selena) амерички је биографски филм из 1997. у режији и по сценарију Грегорија Наве. Радња прати Селену, као и њено убиство које је спровела Јоланда Салдивар.
Добио је позитивне рецензије критичара и зарадио преко 35 милиона долара, у односу на буџет од 20 милиона долара. Године 2021. Конгресна библиотека га је уврстила у Национални филмски регистар.

## Радња
До 23. године Селена Кинтаниља остварила је готово све своје снове. Она и њена група освојили су регионалну музичку сцену и стекли на десетине хиљада обожавалаца. Селена је освајала природним талентом, безграничном енергијом и шармом. Била је предодређена да постане велика музичка звезда. Она и њена породица остварили су амерички сан, а борба за тај сан била је тешка и беспоштедна.
Међутим, управо у тренутку кад је Селена требало да постане сензација, њен успон је нагло заустављен. Убила ју је председница њеног фан-клуба Јоланда Салдивар. Током кратког живота, Селена је одржала бројне концерте за памћење, и тајно се венчала за гитаристу групе Криса Переза.

## Улоге
| Глумац             | Улога             |
| ------------------ | ----------------- |
| Џенифер Лопез      | Селена Кинтаниља  |
| Едвард Џејмс Олмос | Абрахам Кинтаниља |
| Констанс Мари      | Марчела Кинтаниља |
| Џон Седа           | Крис Перез        |
| Лупе Онтиверос     | Јоланда Салдивар  |
| Џеки Гвера         | Дејвид Кејн       |
| Јакоб Варгас       | А. Б. Кинтаниља   |
| Алекс Менесес      | Сара              |
| Џон Вереа          | Хосе Бехар        |
| Рубен Гонзалез     | Џо Охеда          |
| Сејди Лопез        | Дебра             |